# Wensburg
Die Ruine der Wensburg, auch Burg Wensberg genannt, ist eine im Lierstal gelegene Burgruine. Die Spornburg steht versteckt im Wald auf einer Bergkuppe südwestlich von Lind im rheinland-pfälzischen Landkreis Ahrweiler und war einst der Mittelpunkt der gleichnamigen Herrschaft.
Vermutlich Ende des 13. oder zu Beginn des 14. Jahrhunderts erbaut, wechselte die Anlage von der Familie von Gymnich über die von Helfenstein zu den von Orsbeck. Nachdem 1832 ein Großteil der Bausubstanz abgerissen worden war, unternahm die Besitzerin Louise Scheib zu Beginn des 20. Jahrhunderts Instandsetzungs- und Umbauarbeiten, deren Ergebnis die heute noch erhaltenen Burgreste der frei zugänglichen Ruine prägen. Die Ruine, deren Dach geborsten ist, befindet sich heute im Verfall.

## Beschreibung

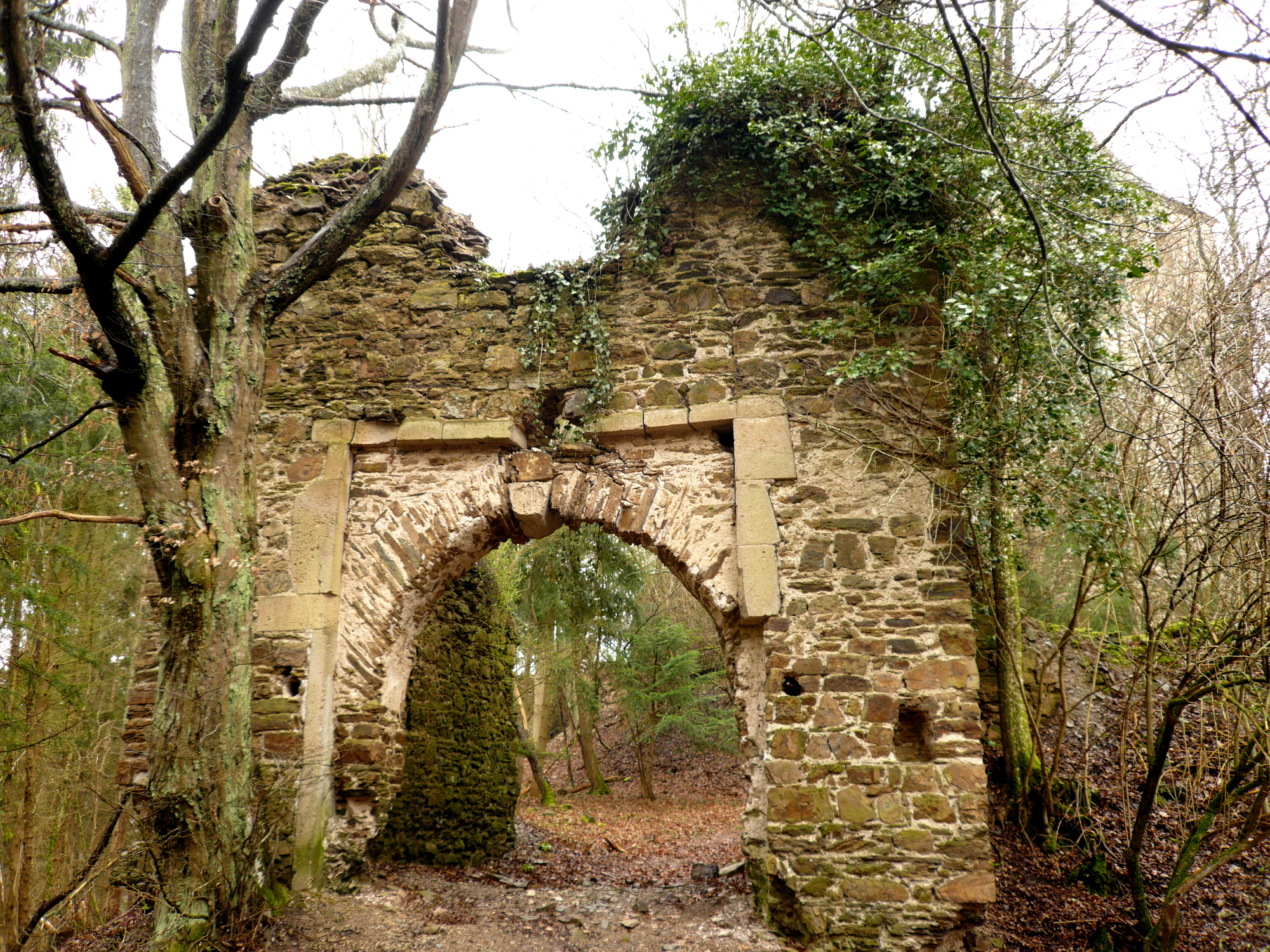
Haupteingang zur Ruine

Die etwa 20 mal 40 Meter messende Anlage gliedert sich in zwei Teile: den rechteckigen Kernburgbereich mit seinem Wohnturm und den die Hauptburg zwingerartig umgebenen Vorburgbereich, der von einer Ringmauer aus Bruchsteinen umschlossen wird. Ihre heutige Bausubstanz stammt mehrheitlich aus der Neuzeit. Die etwa brusthohe, fast ovale äußere Ringmauer besitzt zwei spitzbogige Zugänge, von denen der nordwestlich gelegene der heutige Haupteingang ist. Zur Bergseite hin ist er durch einen Halsgraben gesichert.
Der heutige Kernburgbereich wird im Westen durch den im 20. Jahrhundert veränderten etwa 20 Meter hohen Wohnturm dominiert. Seine 2,5 Meter dicken Außenmauern erheben sich auf einem 9,5 mal 10,7 Meter messenden Grundriss und besaßen in ihrer Mauerstärke früher eine in die oberen Geschosse führende Treppe. Lediglich an der nicht ganz so stabilen Ostseite finden sich Fensteröffnungen, deren Gewände aus Backstein erst bei einem Umbau vor etwa 100 Jahren eingebaut wurden. Ebenfalls aus dieser Zeit stammt das Zeltdach des Turms.
Direkt neben den Wohnturm befand sich südlich davon früher der einstige Zugang zum Kernburgbereich. Seine profilierten Steine aus Trachyt finden sich heute verstreut auf dem Burgareal. Die Hauptburg war noch in den 1930er Jahren von einem sieben Meter hohen Bering umgeben, dessen Höhe heute jedoch kaum mehr als drei Meter beträgt. Die in ihren älteren Teilen aus wechselnden Lagen von Basaltquadern und Bruchsteinen bestehende Mauer besaß als oberen Abschluss einst einen Wehrgang, der über eine Treppe in der Mauerstärke der südlichen Langmauer erreichbar war.
Zur Anlage gehörte früher auch eine Burgkapelle, die dem heiligen Georg geweiht war und 1833 niedergelegt wurde.

## Geschichte
Die Burg wurde im Jahr 1401 erstmals als „Haus zu Wentzbergh“ urkundlich erwähnt, als ihr damaliger Besitzer Dietrich von Gymnich sie „mit allen synen Muren, Portzen, Graven, Vurburge ind Getzymmere ind mit alle syme Beforengen“ dem Kölner Erzbischof Friedrich zu Lehen auftrug und ihm zugleich das Öffnungsrecht einräumte. Es ist aber wahrscheinlich, dass die Gründung der Burg schon am Ende des 13. Jahrhunderts oder zu Beginn des 14. Jahrhunderts stattfand. Indizien für die Datierung liefern die heute noch vorhandenen architektonischen Merkmale wie die Anordnung der Bauten und Architekturdetails wie die Verwendung von Spitzbogentoren.
Über Dietrichs Enkelin Katharina von Gymnich kam der Besitz an die Familie ihres Ehemanns Johann von Helfenstein, dessen Familie die Anlage unter dem Vorbehalt eines Rückkaufsrechts an Engelbert von Orsbeck verkaufte. Dessen Verwandter Dietrich von Orsbeck löste das Rückkaufsrecht der Familie im Jahr 1506 mit 200 Gulden ab und brachte die Burg endgültig an seine Familie, in deren Besitz sie bis in das 17. Jahrhundert verblieb.

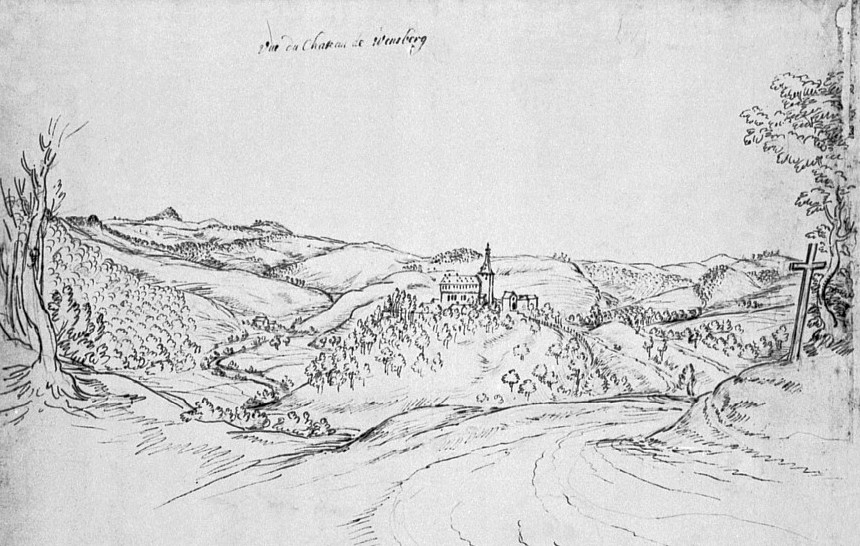
Ansicht der Wensburg um 1725 auf einer Tuschezeichnung von Renier Roidkin

Nachdem die Gebäude 1633 im Zuge des Dreißigjährigen Kriegs durch spanische Truppen zerstört worden sein sollen, kamen sie an die Freiherren von Bourscheid. Eva Katharina von Bourscheid brachte die Burg per Heirat an ihren Mann Franz Friedrich von Lütze(n)rode, dessen Familie sie 1818 mitsamt der Herrschaft an Johann Franz und Franz de Sales Biolley aus Verviers verkaufte.
Nach mehrfachen Besitzerwechseln im ersten Viertel des 19. Jahrhunderts kaufte der Weinhändler und Eisenfabrikant Carl Theodor Risch aus Reifferscheid die Burg. Er ließ sie 1832 bis auf die heute noch erhaltenen Reste niederlegen.
Durch Erbfolge kam die Burg an die Geschwister Scheib. Louise Scheib ließ die Ruine Anfang des 20. Jahrhunderts instand setzen und sie damit in ihren ungefähren, heutigen Zustand versetzen. Dazu gehörte der Ausbau der Wohnturms und die Aufmauerung der äußeren Ringmauer auf ihre derzeitige Höhe. Anschließend wurde der Besitz an die Düsseldorfer Familie Cramer verkauft. Noch in den 1930er Jahren existierte über dem Eingang des Wohnturms ein Wappenstein, der das Allianzwappen der Familien von Orsbeck und von Frenz inklusiv der Jahreszahl 1614 zeigte.